# Paróquia de Cameron
A Paróquia de Cameron é uma das 64 paróquias do estado americano da Luisiana. A sede da paróquia é Cameron, e sua maior cidade é Cameron. A paróquia possui uma área de 5 003 km² (dos quais 29 km² estão cobertas por água), uma população de 9 991 habitantes, e uma densidade populacional de 2 hab/km² (segundo o censo nacional de 2000). 